# Big Bit (zespół muzyczny)
Big Bit – polski zespół muzyczny, powstały w 1999 r. grający muzykę do złudzenia przypominającą przeboje The Beatles i inne brytyjskie oraz polskie zespoły bigbitowe z lat 60. XX w.
Zespół powstał z inicjatywy Waldemara Kuleczki, kompozytora i producenta współtworzącego zespoły Oddział Zamknięty, Papa Dance i Person. W repertuarze zespołu obok polskich autorskich piosenek utrzymanych w stylu lat 60., zespół ma opracowane kilkadziesiąt piosenek The Beatles. Wszystkie utwory The Beatles wykonywane są z zachowaniem idealnego podobieństwa do oryginałów. Zespół stosuje instrumenty, stroje i zachowuje się na scenie w sposób świadomie naśladujący w najdrobniejszych szczegółach The Beatles. Od początku istnienia zespół zagrał ponad 300 koncertów.

## Skład zespołu
- Waldemar Kuleczka – śpiew, gitara prowadząca
- Hubert Gawroński – śpiew, gitara solowa
- Tomasz Latos – śpiew, gitara basowa
- Marek Gorzkowski – perkusja[1]

## Dyskografia
- "BIG BIT 2000",  2000, wydawca: GRUNDIG (CD), SDM (MC)
- "Moje miejsce" – 2003, wydawca: BB PRODUCTION (CD)
- "Pod prąd..." – 2007, wydawca: FONOGRAFIKA (CD) WALDEMAR KULECZKA & BIG BIT
- Big Bit The Beatles Show Universam (CD), 2012
- Nie jesteś sam, Uniwersam (CD), 2016